# 푼다멘토 데 에스페란토

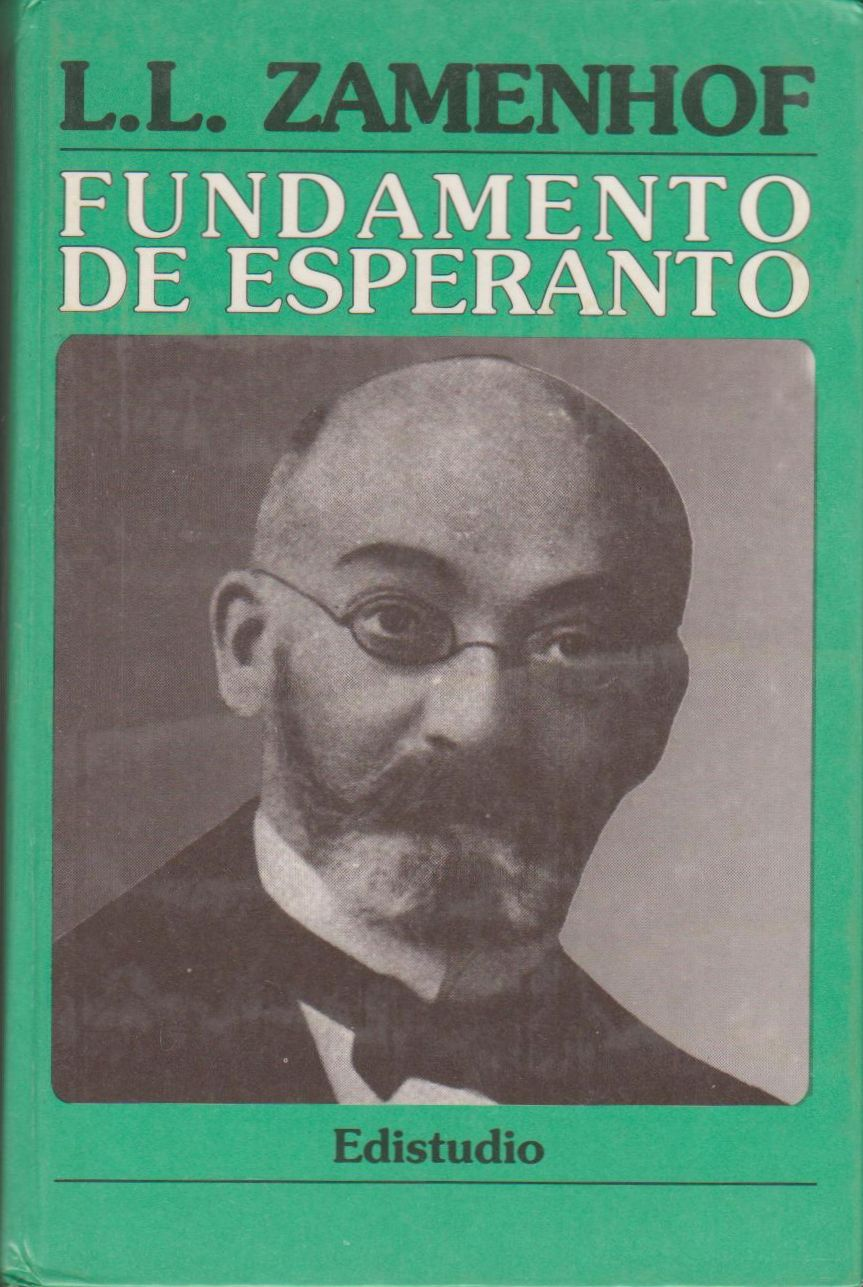
에디스투디오(Edustudio) 출판사 판의 푼다멘토의 표지.

푼다멘토 데 에스페란토(에스페란토: Fundamento de Esperanto, 에스페란토의 기초)는 에스페란토를 공식적으로 정의하는 문서다. 1905년 봄에 라자로 루드비코 자멘호프가 썼고, 1905년 8월 9일 열린 제1차 세계 에스페란토 대회에서 에스페란토의 공식 정의로 선언되었다 (불로뉴 선언 제4장). 푼다멘토는 총 네 부분으로 구성되어 있다.
1. 머리말(Antaŭparolo)은 에스페란토로 쓰여져 있고, 푼다멘토의 역할을 다룬다.
2. 문법(Gramatiko, 26쪽)은 프랑스어·영어·독일어·러시아어·폴란드어 5개국어로 번역되어 있고, 에스페란토 알파벳과 유명한 '16조 문법'을 수록한다. 발음, 품사, 활용, 파생 등을 다룬다. 이는 제1서에서 발췌한 것이다.
3. 독해문집(Ekzercaro, 55쪽)은 42개의 에스페란토 예문과, 이에 포함된 단어의 5개국어 번역을 수록하고 있다. 이 가운데 9개는 문법적 규칙을 포함한다.[1]
4. 만국 단어집(Universala Vortaro, 96쪽)은 일종의 5개국어 사전으로서, 1800여 개의 에스페란토 단어의 목록과 대응되는 프랑스어·영어·독일어·러시아어·폴란드어 단어를 수록하고 있다.

## 16조 문법
16조 문법은 에스페란토 문법의 기본 규칙을 정리한 것이다. 세부 사항은 포함하지 않고 있다. 16조 문법은 프랑스어·영어·독일어·러시아어·폴란드어 5개국어로 번역되어 있지만, 정작 공식 에스페란토 번역은 없다. (에스페란토 기본 예문집에 에스페란토 번역이 수록돼 있지만, 비공식적이다.) 또한, 5개국어역의 내용이 조금씩 다른 점이 있다. 그 조항은 다음과 같다.
1. 제1조는 관사를 다룬다. 부정관사는 없고, 정관사는 성과 격에 대해 불변이다.
2. 제2조는 명사를 다룬다. 명사의 어미(語尾)와 복수형, 목적격 어미에 대하여 정의한다.
3. 제3조는 형용사를 다룬다. 형용사의 어미와 비교급, 최상급에 대하여 정의한다.
4. 제4조는 수사를 다룬다. 기수와 서수 등에 대하여 다룬다.
5. 제5조는 인칭 대명사를 다룬다.
6. 제6조는 동사를 다룬다. 동사의 어미와 활용을 정의한다.
7. 제7조는 부사를 다룬다. 부사의 어미를 정의한다.
8. 제8조는 전치사를 다룬다. 전치사구에서 명사는 주격을 쓴다.
9. 제9조는 발음을 다룬다. 모든 단어는 쓰인 대로 읽고, 묵음은 없다.
10. 제10조는 강세를 다룬다. 모든 단어는 끝에서 두 번째 음절에 강세를 준다.
11. 제11조는 형태론을 다룬다. 합성어는 어근만을 조합하여 만들고, 오직 맨 마지막 어근의 어미만 남긴다.
12. 제12조는 이중 부정을 금지한다.
13. 제13조는 목적격의 쓰임새를 다룬다.
14. 제14조는 전치사 je를 다룬다. 이는 다른 전치사를 쓰기 애매할 때 일반적으로 쓰인다.
15. 제15조는 외래어를 다룬다. 널리 쓰이는 단어는 어근을 그대로 빌리되, 그 어미와 활용은 에스페란토의 문법을 따른다.
16. 제16조는 명사와 관사의 어미를 생략하고, 대신 아포스트로피로 대체하는 것을 허용한다.

## 역할
푼다멘토의 역할은 그 머리말과 불로뉴 선언에 기록되어 있다. 머리말에 따르면,

국제어가 잘 규칙적으로 발전하고 완전히 확실할 수 있기 위하여, 나아가 국제어가 절대로 와해되지 않고 미래의 국제어 지지자들의 사소한 행위로 인하여 과거의 국제어 지지자들의 업적이 훼손되지 않게 하기 위하여, 다른 모든 것보다 중요한 하나의 조건이 있다. 이는 명확하게 정의되고, 영구히 건드릴 수 없고, 절대 불변의 언어의 기초(푼다멘토)다.

Por ke lingvo internacia povu bone kaj regule
progresadi kaj por ke ĝi havu plenan certecon, ke ĝi
neniam disfalos kaj ia facilanima paŝo de ĝiaj amikoj
estontaj ne detruos la laborojn de ĝiaj amikoj estintaj,
― estas plej necesa antaŭ ĉio unu kondiĉo: la
ekzistado de klare difinita, neniam tuŝebla kaj neniam
ŝanĝebla Fundamento de la lingvo.

즉, 에스페란토의 안정을 위하여 에스페란토의 기본적 구조 및 어휘를 절대 불변으로 고정시킨다. 이에 대하여, 머리말은 푼다멘토를 국가의 헌법에 비유한다.

국가가 강대하고 영예로우려면 전 국민이 개인의 변덕에 의존하는 대신 명료하며 확실하고, 정부와 민중에 동일하게 적용되고, 아무도 사적인 의견에 따라 마음대로 바꾸거나 더할 수 없는 헌법만을 항상 따라야 한다. 마찬가지로 우리의 사업이 올바르게 진행되려면 모든 에스페란티스토들이 어떤 개인이 아니라 명료하게 정의된 문서에 의존하여야 한다는 사실을 확신하여야 한다.
Por ke ia regno estu forta kaj glora kaj povu sane
disvolviĝadi, estas necese, ke ĉiu regnano sciu, ke li
neniam dependos de la kapricoj de tiu aŭ alia persono, sed
devas obei ĉiam nur klarajn, tute difinitajn fundamentajn
leĝojn de sia lando, kiuj estas egale devigaj por la
regantoj kaj regatoj kaj en kiuj neniu havas la rajton fari arbitre
laŭ persona bontrovo ian ŝanĝon aŭ
aldonon. Tiel same por ke nia afero bone progresadu, estas necese, ke
ĉiu esperantisto havu la plenan certecon, ke leĝodonanto
por li ĉiam estos ne ia persono, sed ia klare difinita
verko.

단, 푼다멘토는 에스페란토 전체를 절대 불변으로 정의하지 않는다. 푼다멘토 머리말에 따르면, 에스페란토의 어휘와 규정은 다음 조건 아래 수정될 수 있다.
- 만약 "강대국들"(plej ĉefaj regnoj)이 에스페란토를 받아들여 법으로 에스페란토를 보호한다면, 이러한 나라들 정부가 임명한 위원회에서 필요한 수정안을 고려할 수 있다. (푼다멘토 머리말 ¶1) 이는 장래에 에스페란토의 미래가 법적으로 보장된다면 더 이상 언어의 안녕을 위하여 언어에 대하여 보수적일 필요가 줄기 때문이다. 물론 이 구절은 현재까지 순수히 가상적이다.
- 이 밖에도, 어떤 "논란의 여지가 없을 정도로 만인에게 그 권위를 인정받는 기관"(por ĉiuj aŭtoritata kaj nedisputebla institucio)이 푼다멘토를 수정할 수 있다 (푼다멘토 머리말 ¶3). 이러한 수정 사항은 "공식 부록"(Oficiala Aldono)이라는 이름으로 출판된다. (푼다멘토 머리말 ¶7) 단, 이러한 경우 이전에 사용되었던 어휘 및 문법을 폐지할 수는 없으며, 대신 새로운 대체 어휘 및 문법을 제정할 수 있다. (푼다멘토 머리말 ¶8) 이러한 권위있는 기관은 곧 1905년 8월 제1차 세계 에스페란토 대회에 "언어 위원회"(Lingva Komitato)란 이름으로 설립되는데, 이는 오늘날 에스페란토 학술회의 모태다. 기존 어휘 및 문법 규정을 대체할 수 있어도 폐지할 수는 없음은 기존 문학의 가치 및 가독성을 유지하기 위함이다.
- 에스페란토 권위자들의 조언을 받아 신조어를 도입할 수 있다. (푼다멘토 머리말 ¶7) 신조어는 푼다멘토에 포함되지 않은 개념에 대하여서만 만들 수 있다. (불로뉴 선언 4조) 신조어 이는 문학이나 지인에게의 서간(書簡) 등에만 사용하고, 모르는 사람에게 보내는 편지에는 신조어를 피하는 것이 좋다. (푼다멘토 머리말 ¶7) 단, 이러한 신조어가 위의 "권위를 인정받는 기관"에 의하여 공식화된다면 마음대로 사용할 수 있다. 이는 신조어에 의한 혼란을 방지하기 위함이다.

## 같이 보기
이 '푼다멘토'와 동등한 효력을 지닌 '공식추가집'(Oficialaj Aldonoj)이 있다. 지금까지 8개의 공식추가집이 있다.
'푼다멘토'의 전문은 이렇다.
"언젠가, 새로운 단어가 완전히 안정화가 되는 날이온다면, 그때 권위있는 단체가 지금까지의 신어를 '공식추가집'으로 모아라"
문법 사항 중에서는 '기본 예문집'(Fundamenta Krestomatio)에서 유래된 것도 있으나, 기본 예문집은 '푼다멘토'에 포함되지는 않는다.

## 참고 문헌
- Geraldo Mattos, ""Esenco kaj estonteco de la Fundamento de Esperanto". Esperantologio / Esperanto Studies 1 (1999), 21–37.
- Ivan Shiryaev, Lajos Kökény, Vilmos Bleier. "Fundamento de Esperanto", Enciklopedio de Esperanto. Literatura Mondo, 부다페스트, 1934.